# Parafia Narodzenia Najświętszej Maryi Panny w Szóstce
Parafia Narodzenia Najświętszej Maryi Panny w Szóstce – parafia rzymskokatolicka w Szóstce.
Parafia erygowana w 1919 roku. Kościół parafialny został wybudowany w latach 1889–1890 jako cerkiew prawosławna, przejęty przez katolików i rekoncyliowany w 1919 roku. Obiekt reprezentuje styl neorosyjski. Następnie w okresie międzywojennym świątynia w Szóstce była cerkwią neounicką.
Terytorium parafii obejmuje Szóstkę i Worsy.